# Brühler Bank
Die Brühler Bank eG ist eine Genossenschaftsbank mit Sitz in Brühl im Rhein-Erft-Kreis.

## Geschichte
Die Brühler Bank eG wurde am 25. November 1950 als Spezialkreditinstitut mit dem Schwerpunkt Konsumentenkreditgeschäft unter dem Namen Waren-Kredit-Genossenschaft eGmbH in Brühl gegründet und hat sich bis heute ihre Eigenständigkeit bewahrt. Mit Eintragung vom 10. Januar 1989 änderte sich die Firmierung auf Brühler Kreditbank eG und mit Datum vom 8. Juni 2009 letztmals auf die heute noch gültige Firmierung. Die Bank hat sich bis heute ihre Eigenständigkeit bewahrt.
Heute beschäftigt sich die Brühler Bank eG schwerpunktmäßig mit der deutschlandweiten Finanzierung von Mobilien, darunter u. a. Sattelzugmaschinen, LKW und Hebetechnik. Darüber hinaus ist die Brühler Bank eG Projektfinanzierer im Immobilienbereich. Finanziert werden Bauträgerprojekte, Grundstücksentwicklungsmaßnahmen und Aufteilerprojekte.
Daneben betreibt die Brühler Bank eG den Service einer Genossenschaftsbank in den Bereichen Zahlungsverkehr, Geldanlage und Finanzierungen für Privatkunden.
Das Geschäftsgebäude der Bank liegt in der Brühler Innenstadt, unweit der Weltkulturerbestätte Schloss Augustusburg.
Auf der Homepage der Bank ist ein detaillierter Abriss der Geschichte der Bank dokumentiert.

## Rechtsverhältnisse
Die Brühler Bank eG ist im Genossenschaftsregister beim Amtsgericht Köln unter GnR 773 eingetragen.

## Organisationsstruktur
Rechtsgrundlagen sind das Genossenschaftsgesetz und die durch die Vertreterversammlung beschlossene Satzung. Organe der Bank sind der Vorstand, der Aufsichtsrat und die Vertreterversammlung.

## Sicherungseinrichtung
Die Brühler Bank eG ist der amtlich anerkannten Sicherungseinrichtung des Bundesverbandes der Deutschen Volksbanken und Raiffeisenbanken GmbH und der zusätzlichen freiwilligen Sicherungseinrichtung des Bundesverbandes der Deutschen Volksbanken und Raiffeisenbanken e.V. angeschlossen.

## Geschäftsausrichtung
Die Brühler Bank eG betreibt das Universalbankgeschäft. Als Mitglied der genossenschaftlichen Finanzgruppe arbeitet die Brühler Bank eG eng mit den angehörigen Verbundunternehmen zusammen:
- Bausparkasse Schwäbisch Hall
- Union Investment
- R+V Versicherung AG
- DZ Bank
- VR-Leasing
- DZ Hyp
- Münchener Hyp

## Geschäftsgebiet
Das Geschäftsgebiet liegt im Süden des Rhein-Erft-Kreises.
Neben der Geschäftsstelle am Hauptsitz der Bank wird keine weitere Geschäftsstelle betrieben.